# إسحاق تشوفا
إسحاق تشوفا (بالعبرية: יצחק תשובה) (من مواليد 7 يوليو 1948) هو قطب أعمال إسرائيلي. هو رئيس مجموعة إل آد التي تملك فندق نيويورك بلازا. كما أنه يمتلك المجموعة الإسرائيلية ديلك. في عام 2014، صنفته فوربس في المرتبة السابعة كأغنى إسرائيلي. تقدر ثروته الشخصية بـ4.2 مليار دولار أمريكي اعتبارًا من سبتمبر 2019.

## مرحلة الطفولة
ولد تشوفا لعائلة يهودية في طرابلس عاصمة ليبيا في عام 1948. في هذا الوقت تقريبًا قُتل جده الأب الحاخام يوسف (سوسو) تشوفا في المذابح في ليبيا.
عندما كان اسحق تشوفا يبلغ من العمر ستة أشهر، هاجر والديه، راشامين وجوليا، وأطفالهم الثمانية إلى إسرائيل كجزء من الهجرة اليهودية من الدول العربية والإسلامية حيث استقروا بالقرب من مدينة نتانيا وكانوا يعيشون في البداية في مخيم مؤقت. درس تشوفا في مدرسة «يافني» الابتدائية. في سن الثانية عشر، بدأ تشوفا العمل لدعم أسرته عن طريق القيام بأعمال البناء والزراعة. لقد أدى خدمته العسكرية الإلزامية في الجيش الإسرائيلي في سلاح المهندسين. وبعد خدمته، بدأ العمل في قسم البناء والهندسة بوزارة الدفاع الإسرائيلية، حيث كان مسؤولًا عن مجموعة متنوعة من مشاريع البناء أغلبها في القواعد العسكرية في جميع أنحاء البلاد. أحد هذه المشاريع شمل بناء التحصينات على طول خط بارليف، بالقرب من قناة السويس بعد أن استولت إسرائيل على شبه جزيرة سيناء من مصر في حرب 1967.

## الاستثمارات والمساعي التجارية

### بدايات وظيفية
في سبعينيات القرن العشرين، أصبح تشوفا مطورًا للأحياء ذات الدخل المنخفض، وخاصة في مدينته نتانيا كما شارك في بناء مئات الشقق في المدينة.
في عام 1978، انضم تشوفا إلى السياسة المحلية عن طريق تأسيس حزب «مانوف». في الانتخابات البلدية عام 1978، فاز الحزب بثلاثة مقاعد في مجلس مدينة نتانيا. بصفته عضوًا في مجلس مدينة نتانيا كان إسحاق تشوفا مسؤولًا عن البناء والتطوير وترميم الأحياء.[بحاجة لمصدر]
في ثمانينيات من القرن الماضي، بدأ تشوفا عددًا من مشاريع الإقامة والتجارة الكبيرة في جميع أنحاء إسرائيل. في عام 1988، هاجر يتسحاق تشوفا وعائلته إلى الولايات المتحدة لعدة سنوات. خلال هذا الوقت شارك في بناء العديد من المشاريع العقارية في نيوجيرسي ومدينة نيويورك.

### إل آد القابضة
في عام 1992 أسس إسحاق تشوفا إل آد القابضة (المعروفة أيضًا باسم مجموعة إل آد) التي تدير غالبية معاملاته العقارية في أمريكا الشمالية. في منتصف التسعينيات، اشترت المجموعة آلاف العقارات السكنية والتجارية في نيويورك وفلوريدا وفي مدينتي تورونتو ومونتريال الكنديتين. كما اشترت الآلاف من العقارات المستأجرة على الساحل الغربي للولايات المتحدة. في عام 2004، اشترت المجموعة فندق بلازا في مدينة نيويورك مقابل 675 مليون دولار من المستثمر السعودي الوليد بن طلال. باعت المجموعة 182 شقة سكنية قبل افتتاح الفندق المتجدد في عام 2008. تم بيع الشقق لأسعار قياسية في مانهاتن في ذلك الوقت. قيل إن هذه الصفقة وصلت لحوالي مليار دولار. في عام 2013، باعت المجموعة حصتها من الفندق والممتلكات التجارية المحيطة بها.

### مجموعة ديلك
جاء التقدم الكبير الذي حققه إسحاق تشوفا في عام 1998 عندما سيطر على شركة ديلك إسرائيل للوقود من شركة آيدي بي القابضة التابعة لعائلة ريكاناتي. طوّر تشوفا مجموعة ديلك لتصبح شركة طاقة تتعامل مع البنزين والغاز الطبيعي والتأمين والكيمياء الحيوية والمركبات المدرعة وما شابه.
اعتبارا من عام 2014، بلغت القيمة السوقية لمجموعة ديلك حوالي 4.5 مليار دولار.

### اكتشافات الغاز
اكتشفت شركة ديلك احتياطيات الغاز الطبيعي البحرية في إسرائيل وقبرص. في يناير 2009، تم اكتشاف 320 مليار متر مكعب من احتياطي الغاز في حقلي الغاز «تمر 1» و«داليت». لقد نُفذت أعمال الحفر بالقرب من شواطئ إسرائيل من قبل شركة مجموعة ديلك وشركة نوبل انرجي الأمريكية.
في عام 2010، تم اكتشاف احتياطيات الغاز البالغة 600 مليار متر مكعب في حقل الغاز ليفياثان. في وقت لاحق، تم اكتشاف احتياطيات الغاز أيضًا في حفريات «دولفين» و«تانين» و«بلوك 12» في قبرص. قلصت اكتشافات مجموعة ديلك من اعتماد إسرائيل على مصادر الطاقة الأجنبية. يمكن أن تستوعب هذه الاحتياطيات متطلبات الطاقة المتوقعة لإسرائيل للعقود القليلة القادمة مع تمكين تصدير الغاز الطبيعي.

## العائلة
إسحاق تشوفا وزوجته، هايا، يعيشان في نتانيا. لديهم خمسة أطفال وثمانية عشر حفيدًا.